# Inversión en crecimiento
La inversión en crecimiento es un estilo de estrategia de inversión centrado en la apreciación del capital. Aquellos que siguen este estilo, conocidos como inversores en crecimiento, invierten en empresas que exhiben indicios de crecimiento por encima de la media, incluso si el precio de la acción parece caro en términos de métricas como las ratios precio-beneficio o precio-valor contable. En el uso habitual, el término «inversión en crecimiento» contrasta con la estrategia conocida como inversión en valor.
Sin embargo, algunos inversores notables como Warren Buffett han expresado que no hay diferencia teórica entre los conceptos de valor y crecimiento («La inversión en valor y el crecimiento están unidos por la cadera»), ya que el crecimiento es siempre un componente en el cálculo del valor, constituyendo una variable cuya importancia puede oscilar entre insignificante y enorme y cuyo impacto puede ser negativo como también positivo.
Thomas Rowe Price, Jr. ha sido llamado «el padre de la inversión en crecimiento».

## Crecimiento a un precio razonable
El crecimiento a un precio razonable es una estrategia que mezcla aspectos de la inversión en crecimiento y en valor. Inversores que buscan crecimiento a un precio razonable van tras acciones que creen que pueden dar un crecimiento por encima de la media, pero que no son demasiado caras.
Después de la explosión de la burbuja punto com, el «crecimiento a cualquier precio» ha caído en desgracia. Atribuir un precio alto a una acción con la esperanza de un crecimiento alto puede ser arriesgado, ya que si la tasa de crecimiento no cumple las expectativas, el precio de la acción puede desplomarse. Está a menudo más a la moda ahora buscar acciones con altas tasas de crecimiento que están negociándose a valoraciones razonables.

## Vehículos de inversión en crecimiento
Hay muchas maneras de ejecutar una estrategia de inversión en crecimiento. Algunas de estas incluyen:
- Mercados emergentes
- Acciones en recuperación
- Blue chips
- Acciones de Internet y tecnología
- Compañías pequeñas
- Situaciones especiales